# Акимовка (Краснощоковський район)
Аки́мовка (рос. Акимовка) — село у складі Краснощоковського району Алтайського краю, Росія. Адміністративний центр Акимовської сільської ради.

## Населення
Населення — 508 осіб (2010; 555 у 2002).
Національний склад (станом на 2002 рік):
- росіяни — 93 %